# Eduard Sobol

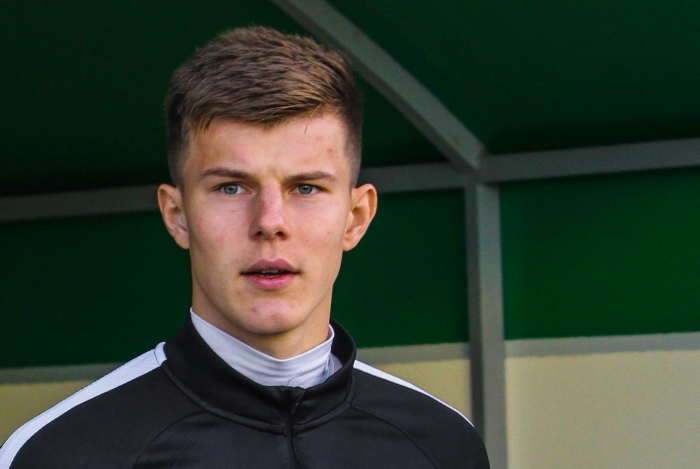
Eduard Sobol v roce 2017

Eduard Oleksandrovyč Sobol (ukrajinsky Едуард Олександрович Соболь; * 20. dubna 1995, Vilňansk, Záporožská oblast, Ukrajina) je ukrajinský fotbalový obránce či záložník a reprezentant, hráč klubu FK Šachtar Doněck, od léta 2017 na hostování v českém mužstvu SK Slavia Praha. Hraje na levé straně hřiště.

## Klubová kariéra
- FK Metalurh Zaporižžja (mládež)
- FK Metalurh Zaporižžja 2011–2013
- FK Šachtar Doněck 2013–[1]
- →  FK Metalurh Doněck (hostování) 2014–2015[1]
- →  FK Metalist Charkov (hostování) 2015–2016[1]
- →  FK Zorja Luhansk (hostování) 2016–2017[1]
- →  SK Slavia Praha (hostování) 2017–2018[1]
- →  FK Jablonec (hostování) 2018-

## Reprezentační kariéra
Sobol nastupoval v ukrajinských mládežnických reprezentacích od kategorie U16. Zúčastnil se mistrovství světa hráčů do 20 let 2015 na Novém Zélandu.
V A-týmu ukrajinské reprezentace debutoval 5. 9. 2016 v kvalifikačním utkání v Kyjevě proti reprezentaci Islandu (remíza 1:1).